# Lichtengraben 15 (Halberstadt)

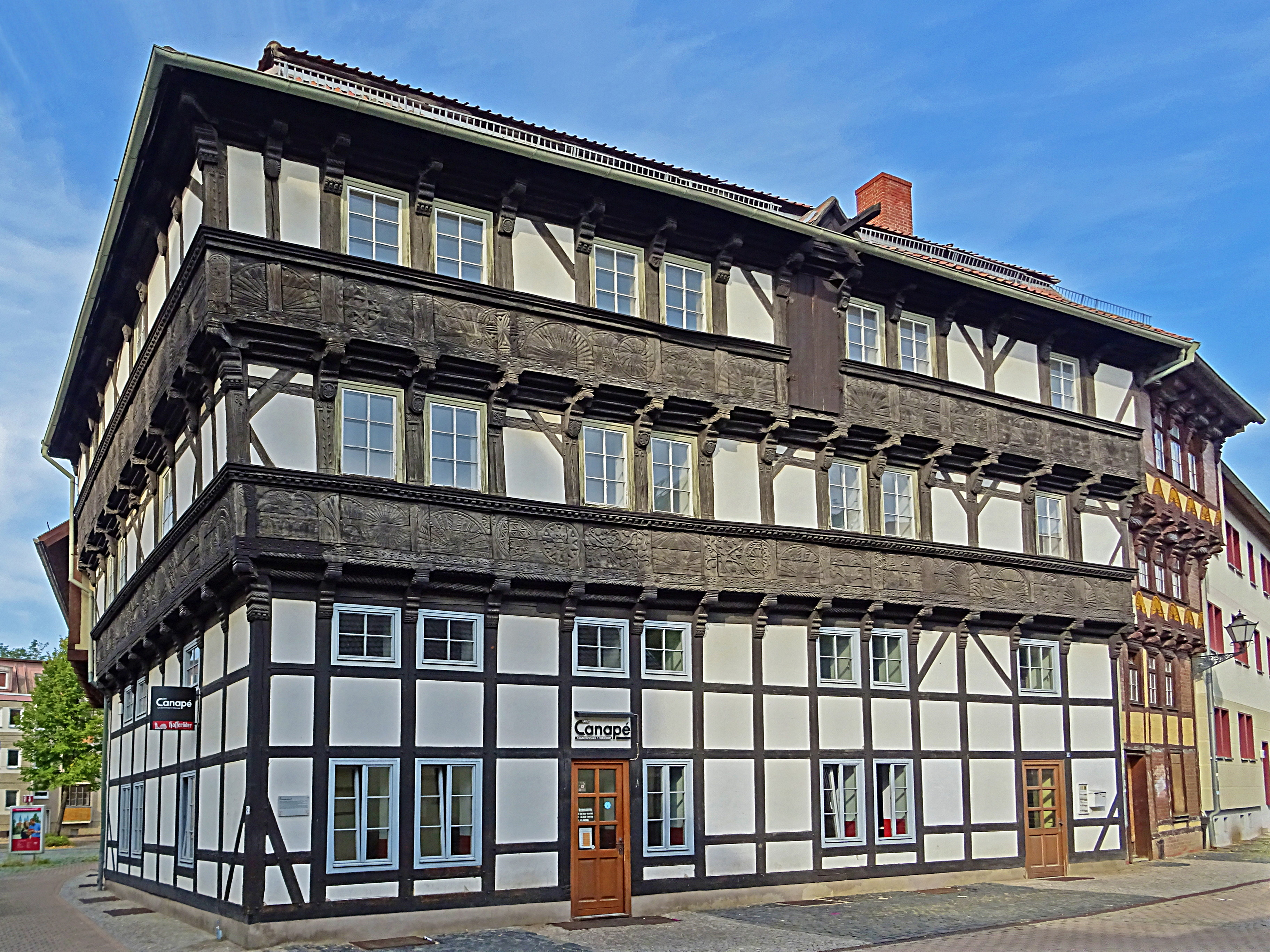
Lichtengraben 15 im Jahr 2020

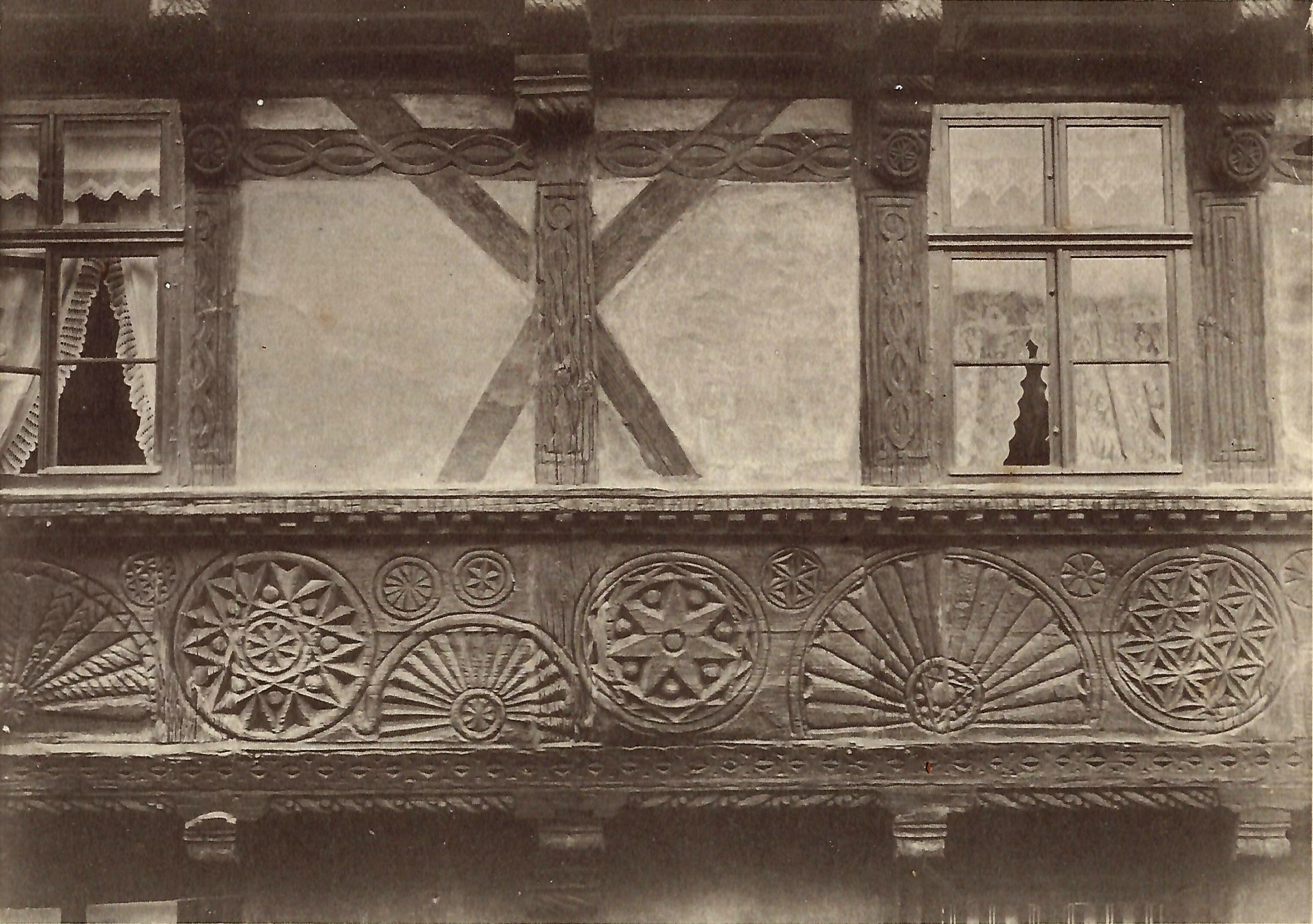
Fassadendetail in der Zeit um 1900

Das Gebäude Lichtengraben 15 ist ein denkmalgeschütztes Kaufmannshaus in Halberstadt in Sachsen-Anhalt.

## Lage
Es liegt auf der Nordseite der Straße Lichtengraben, an deren westlichem Ende in einer Ecklage an der Einmündung auf die Straße Düsterngraben. Östlich grenzt das gleichfalls denkmalgeschützte Haus Lichtengraben 14 an.

## Architektur und Geschichte
Das dreigeschossige Fachwerkhaus entstand im Jahr 1556. Es ist prächtig gestaltet. Bemerkenswert sind insbesondere die mit üppigen Schnitzereien versehenen Brüstungsfelder. Kerbschnittsterne und unterschiedlich große Fächer mit Blattranken bilden Schmuckfriese. Es finden sich auch profilierte Knaggen, Taustäbe und Schiffskehlungen. Am obersten Stockwerk befindet sich nach Süden hin eine Ladeluke.
Ende des 19. Jahrhunderts erfolgte auf Anregung und unter Leitung des Provinzialkonservators Oskar Doering eine Instandsetzung des Gebäudes. Eigentümer des Hauses war Kaufmann Nauendorf. Die Ausführung der Arbeiten erfolgte durch den Maler Ebruy. Dabei wurden die unter dicken Kalkanstrichen verborgenen Verzierungen wieder freigelegt. Da keine Hinweise auf eine frühere Farbgebung gefunden wurden, blieben die Hölzer unbemalt. Das Eichenholz erhielt jedoch einen dreifachen Anstrich mit heißem Leinöl. Die Gefache wurden mit Kaseinfarbe in einem sandfarbigen Ton gestrichen. Risse waren zuvor mit Mörtel geschlossen worden.
Im Denkmalverzeichnis für die Stadt Halberstadt ist das Wohn- und Geschäftshaus unter der Erfassungsnummer 094 02915 als Baudenkmal eingetragen.